# Mahápadma Nanda
Mahápadma Nanda (kolem 450-362 př. n. l.) byl první král a zakladatel dynastie Nandovců. Podle některých zdrojů vzešel ze svazku kurtizány a holiče, podle dalších zpráv však byl nemanželským synem posledního krále dynastie Šišunágů Mahánadína. Kvůli jeho nízkého původu Mahápadma Nanda nebyl u svého lidu příliš oblíben. Nandovci pod nadvládou Mahápadmy Nandy ustanovili první velkou říši na severu Indie s hlavním centrem v Magadze; za vlády dynastie Maurjů pak dosáhla říše vrcholu. Sám Mahápadma Nanda začlenil do své říše území Kalingy, Angy a horní část údolí Gangy.
Podle tradice měl Mahápadma Nanda osm synů, proto je celá Nandovská dynastie někdy označována jako „dynastie devíti Nandovců“. Jeho synové se však ukázali jako neschopní vládci, kteří nedokázali udržet Nandovce u moci a brzy proto byli sesazeni Čandraguptou Maurjou.
Životní data Mahápadmy Nandy zůstávají nejistá. Indolog F. E. Pargiter datuje Nandovu korunovaci do roku 382 př. n. l., zatímco R. K. Mookerji do roku 364 př. n. l.